# Glycyrrhiza lepidota
Pour les articles homonymes, voir Glycyrrhiza et Lepidota.
Espèce
Statut de conservation UICN

 LC  : Préoccupation mineure
Glycyrrhiza lepidota est une espèce de plantes à fleurs de la famille des Fabacées, originaire d'Amérique du Nord.